# 堀江贵文
堀江贵文（日语：／ Horie Takafumi，1972年10月29日—）出生於日本九州福岡縣八女市，是日本知名门户网站“Livedoor”的前總經理。因長得跟哆啦A夢相似，而被暱稱為「堀江A夢」（Horiemon）。

## 生平
堀江的父親是上班族，母親來自農家。他就讀於久留米大學附設高中，之後考上東京大學文學院，但在1995年與兩名東京大學同學集資600萬日元成立只有七坪大的網頁製作工作室“Livin' on the Edge”之後就輟學。他的公司迅速發展，在2000年時成功登上東京證交所，成為一家上市公司，也就是現在的LiveDoor。
2005年9月，堀江受到自民黨的邀請，在廣島縣第6區參選第44屆日本眾議院議員總選舉；但是最後敗於無黨籍參選人龜井靜香，無緣進入政壇。
2006年1月以前，少年得志的堀江難免盛氣凌人，私人生活極盡奢華之能事，還不時宣揚「金錢萬能」的驚人豪語，拜金主義的作風引人側目。他在日本國內以法拉利跑車代步，旅行時搭的是私人飛機。
2006年4月27日，堀江被羈押約三個月後，被以三億日圓交保，從此幾乎足不出戶的待在東京都港區六本木新城的寓所內，生活低調。
堀江曾和E罩杯模特兒西村美保同居，也曾和女星吉川雛乃傳過緋聞。他在1999年跟LiveDoor的一位女職員奉子成婚，但這段婚姻只維持了兩年。
淈江也是一名太空發展推動者，發表過不少言論支持發展火箭及太空科技。而他自己在受到邀請後亦在1999年加入由淺利義遠、野田篤司、笹本祐一等人組成的夏天火箭團，並親手製作液態燃料火箭。在火箭引擎一號機初步測試成功之後，堀江成立SNS公司以得到更正式的對外溝通途徑。雖然夏天火箭團的火箭一號在北海道發射時他因為要在東京召開相關記者會而未能親眼見證，二號至五號機發展時他正被監禁中，但是在六號機發射時他有在現場出現。

## 事業發展
"Livin' on the Edge"在2000年4月於東京證券交易所Mothers板（新興企業板）股票上市。在2002年，堀江收購了原本提供免費撥接上網卻陷入財務困境的網路公司Livedoor，並且在2004年2月將自己的公司改名為（Livedoor Co.,Ltd.），總部設於東京都港區六本木新城，並且陸續購併了25家公司，迅速擴張規模。並且在2004年6月試圖收購日本職棒近鐵野牛隊，在2005年試圖收購富士電視台而與公司派大股東發生股權爭奪戰，因衝擊日本商界傳統倫理而聞名於日本。在2005年時，公司規模已經擴張到2500人，營業額800億日幣。

## 經營手法
堀江經營公司的手法，極注重數字管理，嚴控公司的支出，沒有一般日本企業交際費用浮濫的情形。他也採實力主義，只要是業績表現優異的員工，就會很快被拔擢。

## 陷入官司
2006年1月16日，Livedoor辦公室以及堀江的住宅遭日本檢方搜索，原因是2004年Livedoor購併一家出版公司時做了不實財報。數天之後1月23日，堀江及同公司三名高階主管被以違反《證券交易法》遭逮捕。此事件被稱為livedoor危機（Livedoor shock），並且被檢方視為重大經濟犯罪事件。隨後，堀江請辭總經理一職，由Livedoor旗下財務會計軟體公司“彌生”的社長平松庚三接任，法人代表也換成熊谷史人。
堀江被羈押三個月後，在4月27日繳交3億日元保釋金獲得交保。同年9月4日，堀江首度到東京地方法院出庭應訊。他辯稱無罪，也沒有指示部屬去做。他並指稱，檢方的起訴書充滿惡意內容，讓他很意外。
2007年3月16日上午，東京地方法院作出一審宣判，判處堀江貴文有期徒刑兩年六個月，不得緩刑；堀江貴文堅稱自己無罪，揚言將提出上訴。該日下午，堀江貴文以五億日元保釋金獲得交保。
2011年4月26日，最高裁判所二审驳回堀江上诉，判處堀江貴文有期徒刑兩年六個月定讞。2011年6月20日，堀江正式收监，在長野刑務所服刑。
2013年3月27日，堀江获得假释，召开新闻发布会道歉并称“给大家添麻烦了”。

## 著作
- 《HTML4.0對應 網頁製作實務技巧》（HTML4.0対応 WebクリエーターのためのWebページ制作実践テクニック），技術評論社1998年11月出版，ISBN 4774106631
- 《賺錢，是最重要的美德》（稼ぐが勝ち ゼロから100億、ボクのやり方），光文社2004年8月7日出版，ISBN 4334974600
- 《買下職業棒球隊！》（プロ野球買います! ボクが500億円稼げたワケ），あうん2004年9月出版，ISBN 4901318209
- 《價值100億的工作智慧》（100億稼ぐ仕事術），SB創意 2005年2月19日出版，ISBN 4797330848
- 《我不死》（僕は死なない），livedoor出版2005年3月出版，ISBN 4779400007
- 《堀江式英文單字學習手冊》（ホリタン 堀江式英単語学習帳），livedoor出版2005年3月出版，ISBN 4779400015
- 《賺錢入門：價值100億的思考方法》（儲け方入門 100億稼ぐ思考法），PHP研究所2005年3月12日出版，ISBN 456964094X
- 《堀江本：2004.1.1－2005.2.28 活力門震撼的400日！》（堀江本。2004.1.1－2005.2.28 ライブドア激動の400日!!），Goma Books2005年3月18日出版，ISBN 4777101185
- 《堀江貴文的新資本主義》（ホリエモンの新資本主義! お金持ち¥三択ドリル），光文社2005年4月26日出版，ISBN 4334974813
- 《堀江式英文片語學習手冊》（ホリジュク 堀江式英熟語学習帳），livedoor出版2005年6月1日出版，ISBN 4779400074
- 《決勝的網際網路PageRank術》（勝つためのインターネットPR術），與神原彌奈子合著，日經BP出版中心2005年6月23日出版，ISBN 4822244598
- 《堀江的出乎意料美食店》（ホリエモンの想定外のうまい店），livedoor出版2005年7月出版，ISBN 4779400090
- 《堀江式速讀英語訓練》（堀江式速読英語トレーニング），livedoor出版2005年7月30日出版，ISBN 4779400112
- 《徹底抗戰》（徹底抗戦），集英社2009年3月5日出版，ISBN 978-4087805185
- 《新資本論：我知道金錢的本質了》（新・資本論 僕はお金の正体がわかった），寶島社2009年7月10日出版，ISBN 978-4796672207
- 《多動力》，幻冬舎2017年5月27日出版，ISBN 978-4344031159

等

## 外部連結
- ホリエモンドットコム   堀江貴文 （页面存档备份，存于） - 堀江貴文 公式サイト。2013年11月から。
- 堀江貴文(Takafumi Horie)的X（前Twitter） - 本人のアカウント。
- YouTube上的ホリエモンチャンネル頻道
- 堀江贵文的Instagram帳戶
- 堀江貴文 （页面存档备份，存于）,-アゴラ
- 堀江貴文イノベーション大学校 （页面存档备份，存于） - 本人が主宰するオンラインサロン